# Куса
Куса (на руски: Куса) е град в Русия, административен център на Кусински район, Челябинска област. Населението му към 1 януари 2018 година е 17 136 души.